# Hannes Strydom
Johannes Jacobus Strydom (Welkom, Estado Libre, Sudáfrica; 13 de julio de 1965 - Mpumalanga, Sudáfrica; 19 de noviembre de 2023) fue un farmacéutico y jugador sudafricano de rugby que se desempeñaba como segunda línea. Fue internacional con los Springboks de 1993 a 1997 y se consagró campeón del Mundo en Sudáfrica 1995.

## Carrera
Jugó toda su carrera con los Golden Lions. Capitaneó a la victoria de la Currie Cup 1999, en la despedida de André Joubert y Gary Teichmann.

## Selección nacional
Ian McIntosh lo convocó a los Springboks para enfrentar a Les Bleus en agosto de 1993 y durante la visita gala.
Strydom jugó hasta el Torneo de las Tres Naciones 1997 y luego no fue tenido en cuenta por Nick Mallett, quien decidió contar con solo dos segundas líneas: Mark Andrews y Krynauw Otto. En total jugó 21 partidos y marcó un try.

### Participaciones en Copas del Mundo
Kitch Christie lo seleccionó para disputar Sudáfrica 1995. Strydom fue titular indiscutido, solo no jugó contra Rumania en la fase de grupos y ante Samoa en cuartos de final para descansar.
| Mundial                       | Sede      | Resultado | PJ | Tries |
| ----------------------------- | --------- | --------- | -- | ----- |
| Copa Mundial de Rugby de 1995 | Sudáfrica | Campeón   | 4  | 0     |

## Palmarés
- Campeón de la Currie Cup de 1993, 1994 y 1999.